# T.J. Miller
Todd Joseph (T.J.) Miller (Denver, 4 juni 1981) is een Amerikaans acteur en stand-upcomedian.
Miller studeerde aan de George Washington-universiteit in Washington D.C.. Hij maakte zijn acteerdebuut in 2007 met de televieserie Carpoolers. Miller acteerde in de meesten producties als bijrol, maar in een aantal producties ook een van de hoofdrollen zoals in de films Cloverfield en Yogi Bear en de televisieseries The Goodwin Games en Silicon Valley. Ook sprak hij de stem in van Tuffnut Thorston in de twee films van How to Train Your Dragon en de televisieserie Dragons: Riders of Berk. Naast het acteren doet hij ook improvisatie en stand upcomedy.

## Filmografie
- 2008: Cloverfield als Hudson 'Hud' Platt
- 2009: The Goods: Live Hard, Sell Hard als Cessna Jim
- 2009: Extract als Rory
- 2010: She's Out of My League als Stainer
- 2010: How to Train Your Dragon als Tuffnut Thorston (stem)
- 2010: Get Him to the Greek als Brain the Concierge
- 2010: Unstoppable als Gilleece
- 2010: Yogi Bear als Ranger Jones
- 2010: Gulliver's Travels als Dan
- 2011: Our Idiot Brother als Billy
- 2012: Rock of Ages als Rolling Stone Receptionist
- 2012: Seeking a Friend for the End of the World als Chipper Host / Darcy
- 2014: How to Train Your Dragon 2 als Tuffnut Thorston (stem)
- 2014: Transformers: Age of Extinction als Lucas Flannery
- 2014: Jason Nash Is Married als Tidal
- 2014: Search Party als Jason
- 2014: Big Hero 6 als Fred (stem)
- 2015: Hell & Back als Augie (stem)
- 2016: Deadpool als Weasel
- 2016: Office Christmas Party als Clay Vanstone
- 2017: Goon: Last of the Enforcers als Chad Bailey
- 2017: The Emoji Movie als Gene (stem)
- 2017: Walden: Life in The Woods als Charlie
- 2018: Ready Player One als i-ROk
- 2018: Deadpool 2 als Weasel

## Televisie

### Televisiefilms
- 2009: Waiting to Die als Lonnie
- 2011: The Assistants als DJ Kilmer
- 2010: Little Brother als Justin

### Televisieseries
- 2007: Carpoolers als Marmaduke Brooker (13 afl. 2007-2008)
- 2010: For a Green Card als Peter (2 afl.)
- 2011: Traffic Light als Jason (1 afl.)
- 2011: Happy Endings als Jason Shershow (1 afl.)
- 2011: The League als Gabriel (1 afl.)
- 2011: FCU: Fact Checkers Unit als Cop (1 afl.)
- 2012: Romantic Encounters with Melinda Hill als ToyStory5 (1 afl.)
- 2012: Harder Than It Looks als Tucker (1 afl.)
- 2012: RVC: The Lone Shopping Network als Terry 'Tey Jey' Jey (? afl.)
- 2012: The Gorburger Show als Gorburger (24 afl. 2012-2013 en 2017)
- 2012: Dragons: Riders of Berk (Nederlands: Draken: Rijders van Berk) als Tuffnut Thorston (stem) (40 afl. 2012-2015)
- 2012: Gravity Falls als Robbie Valentino (stem) (13 afl. 2012-2016)
- 2013: The Goodwin Games als Jimmy Goodwin (7 afl.)
- 2013: High School USA! als Brad (stem) (12 afl. 2013-2015)
- 2013: American Dad! als Cowboy/Benji (stem) (2 afl. 2013-2014)
- 2014: Idiositter als Chet (miniserie)
- 2014: Silicon Valley als Erlich (38 afl. 2014-2017)
- 2014: Garfunkel and Oates als Matthew (1 afl.)
- 2015: Family Guy als Volcano (stem) (1 afl.)
- 2015: Dragons: Race to the Edge als Tuffnut Thorston (stem) (42 afl. 2015-2017)
- 2016: Those Who Can't als Uncle Jake (1 afl.)
- 2017: F is for Family als Randy (stem) (3 afl.)

### Televisieshows
- 2015: Conan als Diner Patron (1. afl.)
- 2016: The Late Show with Stephen Colbert als Donnie Barnett (1. afl.)

- Bibsys: 1479731350910
- Biblioteca Nacional de España: XX5001135
- Bibliothèque nationale de France: cb15795492q (data)
- Gemeinsame Normdatei: 1076340172
- International Standard Name Identifier: 0000 0000 8154 6531
- Library of Congress Control Number: n2008021423
- MusicBrainz: 9d2f548a-8f82-4801-9749-cfdfec386ddf
- Nationale Bibliotheek van Tsjechië: xx0271819
- Nationale Bibliotheek van Israël: 987007391121405171
- Système universitaire de documentation: 156504561
- Virtual International Authority File: 74183811
- WorldCat: E39PBJdx3R7H4RjfkKrVHjPJDq